# Riacho da Cruz
Riacho da Cruz is een gemeente in de Braziliaanse deelstaat Rio Grande do Norte. De gemeente telt 3.203 inwoners (schatting 2011).
De gemeente beslaat een oppervlakte van 127.221 km², met een bevolkt gebied van slechts 0,3682 km².